# Paul Cuzent
Paul Cuzent (ur. 1814 w Paryżu, zm. 5 lipca 1856 w Petersburgu) – francuski artysta cyrkowy, woltyżer.

## Życiorys
Pochodził z rodziny artystów cyrkowych, jego trzy młodsze siostry (Armantina, Antoneta, Paulina) także występowały na arenie. Wspólnie z siostrami w 1834 założył w Paryżu Cyrk Franconi, w którym numerem popisowym były ewolucje na koniach wykonywane przez Paula. W 1842 założył kolejny cyrk w Niemczech, a stamtąd jesienią 1846 trafił do Rosji. Wspólnie z zięciem (Jules Lechard) założył jeden z pierwszych zespołów cyrkowych w Rosji. Do 1847 kierował cyrkiem, potem przez trzy lata pracował jako reżyser cyrku państwowego, podlegającego Dyrekcji Teatrów Cesarskich.
W 1850 powrócił do Francji rozczarowany polityką władz rosyjskich wobec trup cyrkowych. W Paryżu założył cyrk, w którym spektakle wyróżniały się bogatą scenografią i oprawą muzyczną. Muzyka była drugą pasją Cuzenta. W jego dorobku twórczym znajduje się m.in. jednoaktowa opera komiczna L’habit de noces, której premiera odbyła się w 1855.
Zaproszony na koronację cara Aleksandra II, w trakcie podróży do Rosji zaraził się cholerą, na którą zmarł.